# Maximum Illud
Maximum illud è una lettera apostolica pubblicata da papa Benedetto XV il 30 novembre 1919 a circa un anno dalla fine della Prima guerra mondiale (quella che egli stesso ha definito "l'inutile strage"). 
Come è tradizione con tali documenti, prende il titolo dalle parole iniziali del testo latino originale, l'incipit, che ricorda «la grande e sublime missione» che si trova in Marco 16,15: «Andate in tutto il mondo e predicate il vangelo ad ogni creazione».
Essa ridefinisce i principi e le priorità delle missioni cattoliche, rappresentando una rottura con il pensiero eurocentrico e colonialista e proponendo invece un apprezzamento per le differenze culturali e una netta separazione dell'opera della Chiesa cattolica dalle alleanze politiche. Viene teorizza la necessità di sviluppare le risorse delle chiese locali per prosperare in modo indipendente una volta che i missionari si ritirassero a favore di un sacerdozio e di un episcopato indigeni. Stabiliva, secondo il cardinale Fernando Filoni, che «la Chiesa non poteva più essere legata alla realtà di quel momento dove c'erano tanti nazionalismi e il desiderio di promuovere attraverso la religione un certo colonialismo: un connubio che andava spezzato. Il missionario cattolico, diceva il Papa Benedetto XV, si presenta come ambasciatore di Cristo, non come messo della propria nazione».
La Lettera apostolica è il primo documento sulle missioni emanato da un Papa. Viene di fatto identificata, sebbene tecnicamente non lo sia, come la prima delle cinque encicliche papali emanate tra il 1919 e il 1959 che ridefinirono il ruolo missionario della Chiesa.

## Contesto
La lettera venne alla luce in un particolare momento storico, subito dopo la fine del primo conflitto mondiale, quando la preoccupazione per le missioni estere era forte. I vari paesi europei uscivano dalla guerra in condizioni disastrose, con l'economia in crisi e l'industria da riconvertire da bellica in civile.
L'Inghilterra, per motivi nazionalistici, era in procinto di cacciare i missionari di origine tedesca da tutte le sue colonie. La presenza missionaria veniva infatti percepita come presenza straniera al servizio di interessi di singoli gruppi o individui.
Fu inoltre sollecitata dalla situazione dei cattolici in Cina agli inizi del XX secolo e da una serie di note che i missionari in quel Paese inviarono a Propaganda Fide. In esse i missionari denunciavano la persecuzione della Chiesa cattolica, frutto di una percezione della realtà missionaria, come di presenza paracoloniale e asservita agli interessi delle potenze straniere .
Allo stesso tempo, le continue rivalità delle potenze europee in Africa e in Asia rappresentavano una sfida per l'impresa missionaria, e la conclusione della Prima Guerra Mondiale rappresentava una rottura con il passato coloniale, poiché il Trattato di Versailles stabilì mandati sotto l'autorità di la Società delle Nazioni che prevedeva la fine del dominio coloniale.

## Contenuto
Il documento può essere suddiviso in tre parti. 
Nella prima il Papa tratta della responsabilità di chi presiede alle missioni, ricordando i grandi apostoli del Vangelo che tanto hanno contribuito all'espansione delle missioni.
Nella seconda dà le linee guida più urgenti ai missionari impegnati sul campo. La missiva è infatti rivolta innanzitutto ai vescovi e ai superiori responsabili delle missioni cattoliche, rilevando la necessità di formare il clero locale. Si ricorda ai missionari cattolici che il loro obiettivo è spirituale, che deve essere realizzato in modo altruistico.
Nella terza definisce quale possa essere l'aiuto all'azione missionaria da parte di tutti i fedeli. La missione non è solo dei missionari: tutti i cattolici devono partecipare, attraverso il loro apostolato della preghiera, sostenendo le vocazioni e aiutando economicamente. L'enciclica si conclude segnalando diversi organismi che organizzano e supervisionano le attività missionarie all'interno della Chiesa cattolica. 

## Riconoscimento postumo
Nel 2017, Papa Francesco nel centenario di questa lettera apostolica ha stabilito che l'ottobre 2019 sia celebrato come "Mese Missionario Straordinario". Egli ha osservato che nella Maximum illud Benedetto ha cercato di promuovere l'evangelizzazione "purificata da ogni sfumatura coloniale e tenuta lontana dalle mire nazionalistiche ed espansionistiche che si erano rivelate così disastrose".